# هلموت وکسلبرگر
هلموت وکسلبرگر (آلمانی: Helmut Wechselberger؛ زادهٔ ۱۲ فوریهٔ ۱۹۵۳) دوچرخه‌سوار اهل اتریش است. وی در بازی‌های المپیک تابستانی ۱۹۸۴ شرکت کرده‌است.